# Tillandsia straminea
Tillandsia straminea Kunth, 1816 è una pianta della famiglia delle Bromeliaceae.

## Distribuzione e habitat
La specie è diffusa in Ecuador e Perù.